# 133892 Benkhaldoun
133892 Benkhaldoun è un asteroide della fascia principale. Scoperto nel 2004, presenta un'orbita caratterizzata da un semiasse maggiore pari a 2,6661765 UA e da un'eccentricità di 0,1779360, inclinata di 17,57430° rispetto all'eclittica.